# Vinicius Figueiredo
Vinicius Berlendis de Figueiredo (1965 – 2025) foi um filósofo, professor universitário e tradutor brasileiro. Era professor associado no departamento de filosofia da Universidade Federal do Paraná desde 1993, tendo se graduado em filosofia na Universidade de São Paulo (1987), onde também obteve título de mestre (1993) e doutor (1999), ambos sob orientação de José Arthur Giannotti. Fez parte dos quadros do Centro Brasileiro de Análise e Planejamento entre 1990 e 1993. Foi presidente da Associação Nacional de Pós-Graduação em Filosofia (2010-2012) e Coordenador Adjunto e Titular da Área de Filosofia-Teologia da Coordenação de Aperfeiçoamento de Pessoal de Nível Superior (2014-2018), sendo ainda Bolsista de Produtividade em Pesquisa do Conselho Nacional de Desenvolvimento Científico e Tecnológico. Seus trabalhos envolvem estudos e traduções de textos de Immanuel Kant, bem como de diversos autores da filosofia moderna nas áreas de ética, estética e filosofia política.